# Elise van 't Laar
Elise van 't Laar (1989) is een Nederlandse actrice.
Van 't Laar begon met acteren in het theater met de Toneelgroep Oostpool en volgde een studie aan de Toneelschool Arnhem, waaraan ze in 2012 is afgestudeerd. Ze speelde rollen in televisieseries  als Loesje Hamel in de miniserie Ramses, Skye Pietersen in de dramaserie Celblok H en Jesse Veldhuis in de politieserie Flikken Maastricht. In 2015 werd ze genomineerd voor een Gouden Kalf als beste actrice met de film Tussen 10 en 12.

## Filmografie

### Films
- 2014: Assepoester: Een Modern Sprookje als hockeymeisje
- 2014: Supernova als Sue
- 2014: Tussen 10 en 12 als Katja
- 2014: Gooische Vrouwen 2 als Daphne Gerrits
- 2016: Soof 2 als Doeka
- 2018: Dorst als Coco

### Televisieseries
- 2012: Lijn 32 als baliemeisje Safety Allround (3 afl.)
- 2013: Love Hurts als Merel (1 afl.)
- 2014: Ramses als Loesje Hamel (2 afl.)
- 2014: Dokter Deen als moeder Maria (2 afl.)
- 2014: Heer & Meester als Sammie (1 afl.)
- 2014: Divorce als Renee (1 afl.)
- 2014-2015: Celblok H als Skye Pietersen (12 afl.)
- 2015-2016: Flikken Maastricht als Jesse Veldhuis (3 afl.)
- 2017: De mannentester als Linda (1 afl.)

## Theater
- 2005: Blonde Mientje als wasmeisje
- 2009: Mensen
- 2010: Spoon River Anthology als ensemble
- 2010: Even tussen ons als Miep
- 2011: Iets, iemand als Elise
- 2011: Rampentraining voor stewardessen als stewardess
- 2011: Angels in America als Harper
- 2011: De Misantroop als Eliante
- 2012: De Grieken als Helena
- 2012: A Lie of the Mind als dochter
- 2013: De vader als Bertha
- 2014: De Barbaren als Melissa
- 2014-2015: De Onrendabellen als Witney